# Eucheilota foresti
Eucheilota foresti är en nässeldjursart som beskrevs av Doris Alma Goy 1979. Eucheilota foresti ingår i släktet Eucheilota och familjen Lovenellidae. Inga underarter finns listade i Catalogue of Life.